# Paracataclysta
Paracataclysta är ett släkte av fjärilar. Paracataclysta ingår i familjen Crambidae.
Kladogram enligt Catalogue of Life:
| Paracataclysta | \| \| Paracataclysta fuscalis \| \| \| \| \| \| Paracataclysta nyctopis \| \| \| \| |
|                | \| \| Paracataclysta fuscalis \| \| \| \| \| \| Paracataclysta nyctopis \| \| \| \| |
|                | Paracataclysta fuscalis                                                             |
|                |                                                                                     |
|                | Paracataclysta nyctopis                                                             |
|                |                                                                                     |